# Seznam nigerijskih pesnikov
Seznam nigerijskih pesnikov.

## C
J. P. Clark -

## I
Patrick Iberi - 

## O
Tanure Ojaide - 
Christopher Okigbo -
Ben Okri -
Niyi Osundare -

## S
Wole Soyinka -

## U
Kalu Uka - 